# .tv
.tvはツバルの国別コードトップレベルドメイン。“TV”の略語を用いた代表格である「テレビ」との類似性から、世界中のテレビジョン放送局や映像関連企業によっても使用されるドメイン名である。

## 歴史
1997年時点で、ツバルには約1万人の国民しかおらず、電話機の数は国全体で500機しかなかった。このようなインフラ状態の下で、1998年時点でツバル国内ではインターネットへのダイヤルアップ接続サービスが完全に提供されることすらできなかった。一方、その時に.tvは既に国際電気通信連合によってツバルに割り当てられたため、ツバル政府は国際電気通信連合によるサポートの下で、ドメインの管理パートナーの入札プロセスを作成した。
その結果、1998年8月、ツバル政府はカナダトロントのInformation.ca社とライセンス契約を締結した。Information.ca社は2048年までの.tvに対する独占的マーケティング権を購入し、ツバル政府に5000万米ドルの前払金を支払うことに合意したが、1998年12月の最終支払時期から2か月ほど過ぎた時点でInformation.ca側は1ドルも払えず、逆に金額を大幅に下げた1200万米ドルの新しい契約を提示した。このため、ツバル政府はInformation.ca側に対する不満が高まり、.tvドメインの公開時期を1999年第二四半期に遅らせた。この事態に対し、当時のカナダ首相もInformation.ca社を批判した。
2000年、ツバル政府は.tvの使用権を、合計5000万米ドルを10年間に渡って分割して支払うと約束したアメリカ合衆国カリフォルニア州のベンチャー企業、idealabに売却し、idealab社のロー・カーナー（Lou Kerner）はこのドメインを管理するdotTV社（ツバル政府が資金の一部を負担）の最初の従業員かつ同社のCEOとなった。
この後、ツバルは頭金の1800万ドルで国際連合の年会費を支払うことができるようになり、国際連合加盟を果たした。また、残りのお金は同国の社会インフラストラクチャーの整備、道路の修復、電気、医療従事者の確保、インターネット接続、教育の充実などにも使われた。2001年末、dotTVは財政難に陥ったため、VeriSignはdotTVを企業ごとで4500万ドルで買収した。ツバル政府への支払い額もそれまでの四半期ごとに100万米ドルから55万米ドルに減額され、2002年初から12年間も続いた。2008年時点で、.tvはVeriSign社による世界ドメイン名登録の調査結果において、国別登録数トップ25の1つに数えられた。2010年時点で、ツバルの政府収入の約10%はこのドメインによるものであった。
2011年、VeriSignはツバル政府との使用権契約を10年間延長した。2014年、AmazonはTwitch（twitch.tv）を買収した後、同サービスのヒットにより、VeriSignはツバル政府に毎年500万米ドルの賃貸料を払うようになった。この金額はツバルの年間国民総所得の約1/12である。なお、ツバル政府の財源は約1900万ドルの領海漁業権関連の賃貸料のほかに、この事業が重要な部分を占める。
ただし、ツバルの財政相セベ・パエニウによると、ツバル政府側は情報や交渉分野で専門的な人材を有しないため、VeriSign側とのライセンス料の引き上げをめぐる交渉は非対称的なものになっている。また2019年当時にツバルの海底光ファイバーケーブルの設置計画はまだ進行中であったため、漁業が主な産業であるツバルの帯域幅が狭く、国民のインターネットへの接続状況が限定的であり、実際にTwitchに登録し、.tvが提供するサービスから直接利益を得る国民が少なかった。
2021年12月より、GoDaddyはVeriSignの代わりに新たに使用権を取得した。
なお、ツバルの国土自体は気候温暖化による海面上昇の脅威を受けているため、もし同国が水没してしまうなら、.tvも消えてしまう可能性がある。

## 登録
2001年当時、.tvドメインの基本使用料は日本円に換算すると、年間約5800円だったが、「info.tv」「baseball.tv」「free.tv」「net.tv」など価値があると判断したものは非常に高い値段に設定されていた。2005年の時点で、「japan.tv」の年間使用料は5万ドルで、「news.tv」は100万ドルであった。
2019年末現在の確実な登録件数はVeriSignが未発表であるが、DomainToolsおよびDomain Name Statはそれぞれ50万と47万と推定していた。うち最も影響力が大きいのはAlexaのトップ50にランクインしているTwitch（twitch.tv）であるが、Disney+（DisneyPlus.tv）、Netflix（Netflix.tv）、Hulu（Hulu.tv）、YouTube TV（YouTube.tv）、Amazon（Amazon.tv）などのようなホームページにリダイレクトするドメインも多い。
日本では2004年1月より.tvの登録を開始した。テレビ局や映像関連企業の公式サイトで実際に利用している例としては、BSフジ（bsfuji.tv）やABEMA（abema.tv）などがある。